# Who Made Who (Lied)
Who Made Who ist ein Lied der australischen Hard-Rock-Band AC/DC aus dem Jahr 1986.

## Entstehung und Veröffentlichung
Das Lied wurde von den AC/DC-Mitgliedern Brian Johnson, Angus Young und Malcolm Young getextet und komponiert. Die Produktion erfolgte durch Harry Vanda sowie George Young.
Die Erstveröffentlichung von Who Made Who erfolgte im Mai 1986 als Teil des Soundtracks zu Rhea M – Es begann ohne Warnung sowie als Single. Letztere Veröffentlichung erschien als 7″-Single mit einer Liveversion zu Guns for Hire als B-Seite.

## Inhalt
Das Lied thematisiert die Abhängigkeit und Beeinflussung der Menschen durch die Technologie und die Tatsache, dass die Technik uns beherrscht, anstatt der Mensch die Kontrolle darüber ausübt.

## Musikvideo
Im dazugehörigen Musikvideo, das unter der Regie von David Mallet in der Lobby und auf der Bühne der Brixton Academy in London gedreht wurde, waren Fans und Gewinner des Radiowettbewerbs wie Angus Young gekleidet und trugen rote Pappgitarren, die Angus’ Gibson SG ähnelten. Die Handlung des Videos zeigt Wissenschaftler, die Angus mit Hilfe von Science-Fiction-Technologie nachahmen; die Nachahmer werden in Massen gezeigt, wie sie im Takt des Liedes marschieren und ihre Köpfe heben, um den Titelsatz zusammen mit dem Refrain zu singen. Ein Foto von Angus, der inmitten einer Gruppe seiner Ebenbilder steht, befindet sich auf dem 2003 erschienenen Digipak von Who Made Who. Bei einigen AC/DC-Konzerten waren auch einige ähnlich aussehende Angus-Mitglieder auf der Bühne zu sehen, so zum Beispiel im Nassau Coliseum in Uniondale, New York, wo sechs von ihnen anwesend waren.
Das Musikvideo zählte bis Januar 2024 über 133 Millionen Aufrufe auf der Videoplattform YouTube.

## Mitwirkende
- Brian Johnson – Gesang
- Cliff Williams – Bassgitarre
- Simon Wright – Schlagzeug
- Angus Young – Gitarre
- Malcolm Young – Gitarre

## Kommerzieller Erfolg

### Chartplatzierungen
| ChartsChartplatzierungen     | Höchstplatzierung | Wochen |
| ---------------------------- | ----------------- | ------ |
| Vereinigtes Königreich (OCC) | 16 (7 Wo.)        | 7      |

### Auszeichnungen für Musikverkäufe
| Land/Region | Auszeichnungen für Musikverkäufe (Land/Region, Auszeichnung, Verkäufe) | Verkäufe |
| ----------- | ---------------------------------------------------------------------- | -------- |
| Kanada (MC) | 2× Platin                                                              | 160.000  |
| Insgesamt   | 2× Platin ·                                                            | 160.000  |

Hauptartikel: AC/DC/Auszeichnungen für Musikverkäufe